# 豪伊杜索瓦特
豪伊杜索瓦特，是匈牙利豪伊杜-比豪尔州所辖的一个村。总面积58.01平方公里，总人口3044，人口密度52.5人/平方公里（2011年1月1日）。